# Central Delaware Valley
L'appellation centre de la vallée du Delaware AVA est une région viticole américaine située dans le sud-est de la Pennsylvanie et du New Jersey. 

## Géographie
L’appellation viticole s'étend sur 38 850 hectares entourant la rivière Delaware au nord de Philadelphie. Sa limite sud se trouve près de Titusville, dans le New Jersey, juste au nord de Trenton, et sa frontière nord, près de Musconetcong Mountain. 
La zone viticole de la vallée centrale du Delaware est située le long de la rivière Delaware, dans les comtés de Hunterdon et Mercer, dans le New Jersey, et de Bucks, en Pennsylvanie. Le Federal Register décrit les limites de l'AVA de la vallée du Delaware centrale comme suit:
1. Le point de départ de la description des limites suivante est le sommet de Strawberry Hill, situé dans le New Jersey, près de la rivière Delaware, à environ 1,5 km au nord-ouest de Titusville.
2. Du sommet de Strawberry Hill en ligne droite jusqu'au sommet du mont. Canoë.
3. De là, plein est vers le comté de Mercer, route 579 (Bear Tavern Road), à environ 1,2 km au sud de Ackors Corner.
4. Puis, vers le nord, le long de Mercer 579 jusqu'à Harbourton.
5. De là, vers le nord-ouest le long de la route 3 (Mount Airy-Harbourton Road) jusqu'à la 2e église presbytérienne anglaise à Mount Airy.
6. De là, le long de Old York Road vers le nord jusqu'à la US Route 202.
7. De là vers l'ouest le long du Queen Road et vers le nord-ouest le long du Mount Airy Road jusqu'à Dilts Corner.
8. De là vers le nord-ouest le long du chemin Dilts Corner jusqu'à l'église Sandy Ridge.
9. De là vers le nord-ouest, via le chemin Cemetery, jusqu'au chemin Covered Bridge.
10. De là vers le nord le long du chemin Covered Bridge jusqu'au pont couvert Green Sergeant.
11. De là, généralement vers l’ouest le long du chemin Sanford jusqu’à son intersection avec la route 519, à environ un mille au nord de Rosemont.
12. De là vers le nord le long de la route 519 en direction de Palmyra.
13. À partir de l'intersection de Palmyra, en ligne droite vers le nord jusqu'au point d'altitude de 148 mètres situé près du ruisseau Nishisakawick.
14. De là, en ligne droite vers le nord-ouest jusqu’à Benchmark 787 on Rt. 579 (une autoroute de surface dure dure, non nommée sur la carte).
15. De là vers le nord le long de la route 579.
16. De là, en ligne droite vers l'ouest jusqu'au sommet du mont Musconetcong, à 90 m d'altitude.
17. De là, en ligne droite vers le sud-ouest jusqu'au sommet du mont Musconetcong
18. À partir de là, en lignes droites reliant les sommets de 255 mètres, 256 mètres, 215 mètres et 118  mètres du mont Musconetcong.
19. Du sommet de la montagne Musconetcong, qui culmine à 118 mètres , en ligne droite à travers la rivière Delaware jusqu'à l'intersection des routes 611 et 212.
20. De la route 212 jusqu'à l'intersection avec la voie qui monte à Mine Hill.
21. De là, en ligne droite jusqu'au sommet de Mine Hill.
22. De là, en ligne droite en direction du sud-ouest jusqu'au point d'altitude du sommet à 159 mètres.
23. De là vers le sud-est jusqu'au sommet de Chestnut Hill.
24. De là, en ligne droite en direction sud-est jusqu'au point d'altitude du sommet à 106 mètres (situé au sud de Kintnersville, à environ 1,6 km à l'ouest de la route 611).
25. De là, en ligne droite vers l'est jusqu'au sommet de Coffman Hill.
26. De là, en ligne droite en direction sud-est jusqu'au point d'altitude du sommet à 60 mètres (environ 0,5 km au nord de Camp Davis).
27. De là, en ligne droite en direction sud-est jusqu'au point de rencontre des cantons de Bridgeton, Nockamixon et Tinicum. De là, en ligne droite vers le sud jusqu'à l'intersection du chemin Slant Hill (chemin Covered Bridge) et du chemin Stump à Smiths Corner.
28. De là, en ligne droite vers le sud-est jusqu'au point d'altitude de 144 mètres pieds situé près de Rocky Ridge School.
29. De là, en ligne droite vers le sud-est jusqu'au point d'altitude de 159 mètres  sur la colline de Plumstead.
30. De là, en ligne droite jusqu'au point d'altitude de 147 mètres situé à environ 0,5 km au nord-ouest de Lahaska.
31. De là, en ligne droite, en direction du sud-est jusqu'au point d'altitude de 90 mètres, situé à environ 1,6 km au nord-est de Lahaska.
32. De là, en ligne droite jusqu'au point où une ligne de transport d'énergie traverse la ligne de contour de 122 mètres du côté sud du mont Solebury.
33. De là, en ligne droite jusqu'à la tour de Bowman Hill, dans le parc national de Washington Crossing.
34. De là, en ligne droite à travers la rivière Delaware jusqu'au point de départ, le sommet de Strawberry Hill (144,78 mètres).

### Climat
Il a un climat continental chaud et humide en été et se trouve dans les zones de rusticité 6b et 7a.

## Cépages
Les principaux cépages utilisés sont : Chardonnay, Riesling, Cabernet sauvignon, Pinot noir. Des cépages hybrides sont également utilisés, comme Chambourcin, Vidal blanc, Chancellor, Léon Millot, Seyval blanc ou Vidal blanc.

## Domaines viticoles
En 2019, il existe trois établissements vinicoles dans la AVA centrale de la vallée du Delaware, tous situés en Pennsylvanie:   
- Crossing Vineyards & Winery à Washington Crossing
- New Hope Winery à New Hope
- Sand Castle Winery à Erwinna

Il n'y a actuellement aucun établissement vinicole du New Jersey établi dans la AVA de la vallée centrale du Delaware. 